# エー・アンド・デイ
株式会社エー・アンド・デイ（英: A&D Company, Limited）は、電子計測器、産業用重量計、電子天びん、医療用電子機器、試験機 その他 電子応用機器の研究開発、製造、販売を行う日本の企業。本社は東京都豊島区。株式会社エー・アンド・デイと株式会社ホロンの持株会社である株式会社A&Dホロンホールディングスが、東京証券取引所プライム市場に上場している。

## 沿革
- 1977年（昭和52年）5月 - 株式会社エー・アンド・デイ（初代）を東京都練馬区に設立。
- 1979年（昭和54年）5月 - 本社を東京都渋谷区に移転。
- 1989年（平成元年）5月 - 株式会社タケダメディカルを合併。
- 1990年（平成2年）9月 - 本社を東京都豊島区に移転。
- 2003年（平成15年）4月 - ジャスダックに上場。
- 2005年（平成17年）1月 - 株式会社エー・アンド・デイ・システムを合併。
- 2005年（平成17年）2月 - 東京証券取引所第二部に市場変更。
- 2006年（平成18年）3月 - 東京証券取引所第一部に指定替え。
- 2008年（平成20年）3月 - 株式会社ホロンの株式を取得し関連会社化。
- 2018年（平成30年）6月 - 株式会社ホロンの株式を取得し子会社化。
- 2021年（令和3年）4月 - 株式会社MBS及び三栄インスツルメンツ株式会社を吸収合併。
- 2021年（令和3年）12月 - 株式会社エー・アンド・デイ分割準備会社を設立。
- 2022年（令和4年）4月 - 株式交換により株式会社ホロンを完全子会社化するとともに、グループ経営管理及び資産管理以外の事業を株式会社エー・アンド・デイ分割準備会社に吸収分割。株式会社エー・アンド・デイ（初代）は株式会社A&Dホロンホールディングスに、株式会社エー・アンド・デイ分割準備会社は株式会社エー・アンド・デイ（2代）にそれぞれ商号変更[1][2]。

## 主要製品
計測・制御・シミュレーションシステム、FFTアナライザ、音・振動解析装置、デジタル超音波探傷器、デジタル超音波厚さ計、材料試験機、半導体製造装置用A/D、D/A変換器、電子銃電子てんびん、デジタル台はかり、ウェイング・インジケータ、ウェイング・コントローラ、各種産業用計量装置、ロードセル、計量・計測データ処理システム医療用デジタル血圧計、医療用各種体重計、家庭用デジタル血圧計、家庭用デジタル体重計、超音波吸入器